# Picus miniaceus
Picus miniaceus là một loài chim trong họ Picidae.
Loài chim gõ kiến này được tìm thấy ở Brunei, Indonesia, Malaysia, Myanmar, Singapore, và Thái Lan.